# Центральный государственный архив Московской области
Центральный государственный архив Московской области (ЦГАМО) — архивное учреждение в Московской области. Основное здание расположено в Москве по адресу: ул. Азовская, 17. Также имеет филиал по адресу: ул. Кантемировская, 61.

## История
История архива началась 20 мая 1937 года, когда распоряжением № 123 по Московскому областному архивному управлению были образованы как самостоятельные учреждения три архива: Московский областной исторический архив, Московский военно-окружной архив и Архив Октябрьской революции Московский области, ставший основой нынешнего ЦГАМО. Архив Октябрьской революции имел три архивохранилища, расположенных в бывших церковных зданиях. После начала Великой Отечественной войны наиболее ценные документы архива, переименованного в мае 1941 года в Государственный архив Октябрьской революции и социалистического строительства (ГАОРСС) Московской области, были эвакуированы первоначально в Саратов, а затем в Шадринск и Барнаул и возвращены в Москву в 1944—1945 годах.
Современное здание архива (Москва, ул. Азовская, д. 17) построено в 1960 году, и тогда же началось перемещение в него документов из церквей и других приспособленных под архивохранилища зданий.
В 1962 году произошли существенные изменения в структуре архивных учреждений Московской области, значительно повлиявшие на состав фондов архива. В соответствии с решением Совета Министров РСФСР от 12 июня 1962 года и приказом начальника Архивного управления Мособлисполкома произошла передача более 2 тыс. фондов (около 2,5 млн единиц хранения) Государственного исторического архива Московской области образованному в том же году Архивному отделу Мосгорисполкома. Позднее ему были переданы и фонды ГАОРСС Московской области, относящиеся к истории Москвы. Таким образом, произошло первое разделение архивных документов между городом и областью.
Решением Мособлисполкома от 6 декабря 1965 года ГАОРСС Московской области был переименован в Государственный архив Московской области (ГАМО), а 30 октября 1980 года распоряжением Совета Министров РСФСР он был преобразован в Центральный государственный архив Московской области.
В 2011 году изменился статус ЦГАМО, ставшего государственным казённым учреждением Московской области.
В 2023 году Главное архивное управление Московской области вошло в состав Министерства государственного управления, информационных технологий и связи Московской области. В том же году на основании распоряжения правительства Московской области от 24.11.2022 г. № 1159-РП ГБУ Московской области «Московский областной архивный центр» и ГКУ Московской области «Центральный государственный архив Московской области» были объединены в единую архивную структуру. А с 2024 года в систему ГБУ Московской области «Центральный государственный архив Московской области» вошли и все муниципальные архивы, выведенные из состава органов местного самоуправления.

## Здание
Современное типовое здание архива (Москва, ул. Азовская, д. 17) в упрощённом сталинском стиле было построено в 1960 году. В 2015 году завершилась реконструкция фасадов здания. В здании также располагается Главное архивное управление Московской области.

## Состав фондов архива
По состоянию на 2012 год архив хранит 4568 фондов (1 млн 298 тыс. 878 ед. хр.).